# وزارة البنية التحتية والنقل (اليونان)
وزارة البنية التحتية والنقل (باليونانية: Υπουργείο Υποδομών και Μεταφορών)‏ هي وزارة في اليونان ومقرها في تشولارجوس، أثينا.
يرأس الوزارة حاليًا كريستوس ستيكوراس، الذي شغل أيضًا منصب وزير المالية في حكومة كيرياكوس ميتسوتاكيس.

## التاريخ
تُعتبر الوزارة خليفةً لوزارة النقل والاتصالات القديمة، والتي تم دمج حقيبة الأشغال العامة لوزارة البيئة والتخطيط العمراني والأشغال العامة في 7 أكتوبر 2009. أدى اندماج آخر مع وزارة التنمية والقدرة التنافسية إلى إنشاء وزارة التنمية والقدرة التنافسية والبنية التحتية والنقل والشبكات في 21 يونيو 2012، ولكن تم التراجع عن ذلك في 25 يونيو 2013.

## قائمة الوزراء

### وزارة البنية التحتية والنقل (منذ 2016)
| اسم                 | تولى منصبه    | ترك المكتب    | حزب                 |
| ------------------- | ------------- | ------------- | ------------------- |
| كريستوس سبيرتزيس    | 5 نوفمبر 2016 | 9 يوليو 2019  | سيريزا              |
| كوستاس كارامانليس   | 9 يوليو 2019  | 1 مارس 2023   | الديمقراطية الجديدة |
| جورجوس جيرابيتريتيس | 1 مارس 2023   | 25 مايو 2023  | الديمقراطية الجديدة |
| جون جولياس          | 26 مايو 2023  | 26 يونيو 2023 | مستقل               |
| كريستوس ستيكورس     | 27 يونيو 2023 |               | الديمقراطية الجديدة |

## روابط خارجية
- موقع الوزارة